# Рашка Граштица
Рашка Граштица је село у Бугарској. Налази се у општини Невестина, Ћустендилска област.

## Етимологија
Спомиње се у отоманском дефтеру из 1576. године као Граштиће. То је једно од четири села у области која се зове Граштица. Потврђена је теза да назив "Граштица" потиче од града (утврђења, тврђаве, кале), тј од Рашка. Ова територија постала је део Краљевине Рашке у касном 13. веку у време Стефана Милутина и после тзв. Дежевски споразум. Било је тврђава југоисточно од села.
Ово је једино насеље у Бугарској које носи име Рашка. Међутим, многа друга села задржана су из битке код Велбужа, попут Копиловца - из копија Душанове војске; Шишковци - Михајло III Шишман; Коњаво - од коња и Рђавица - од рђе. Двориште је новије османско село, али вероватно је да је његово име повезано и са местом двора. Битка од 28. јула 1330. године одвијала се између Копиловци и Шишковци. Такође је могуће да село Скрињано носи име због битке, будући да „скрива“ свој положај са висине и реда Шишковца.

## Становништво
Пре 1878. године село је било мало и састојало се од 25 турских, 20 бугарских и 5 черкезких кућа.